# Личинкоїд китайський

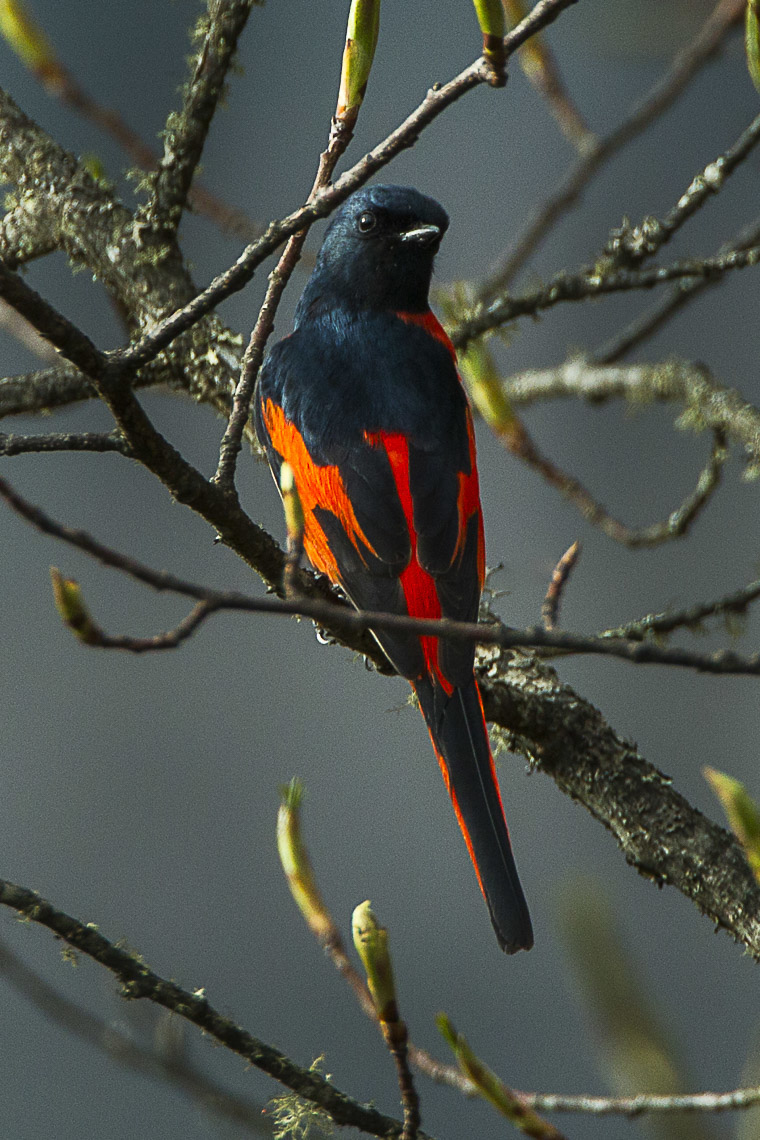
Самець китайського личинкоїда

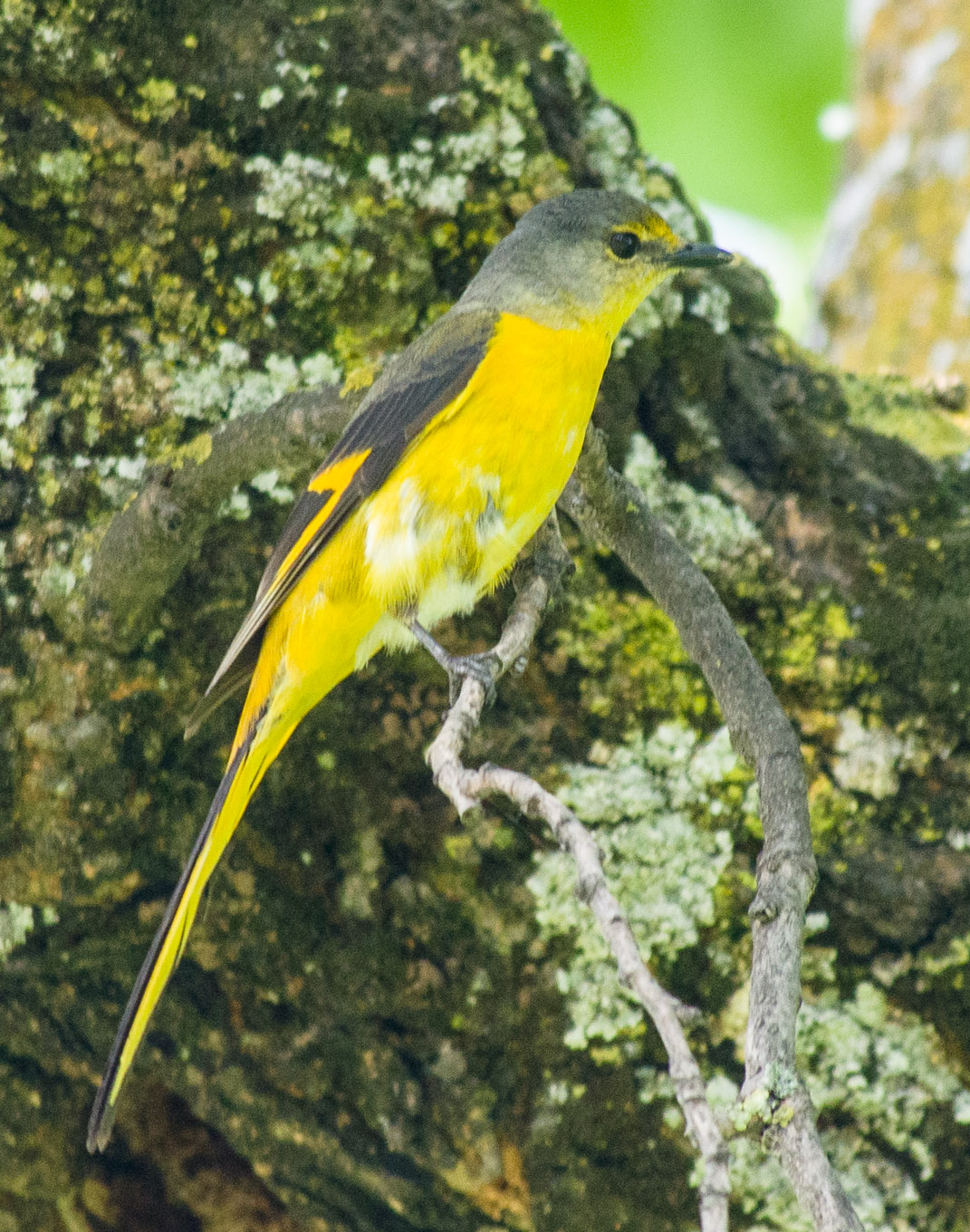
Самиця китайського личинкоїда

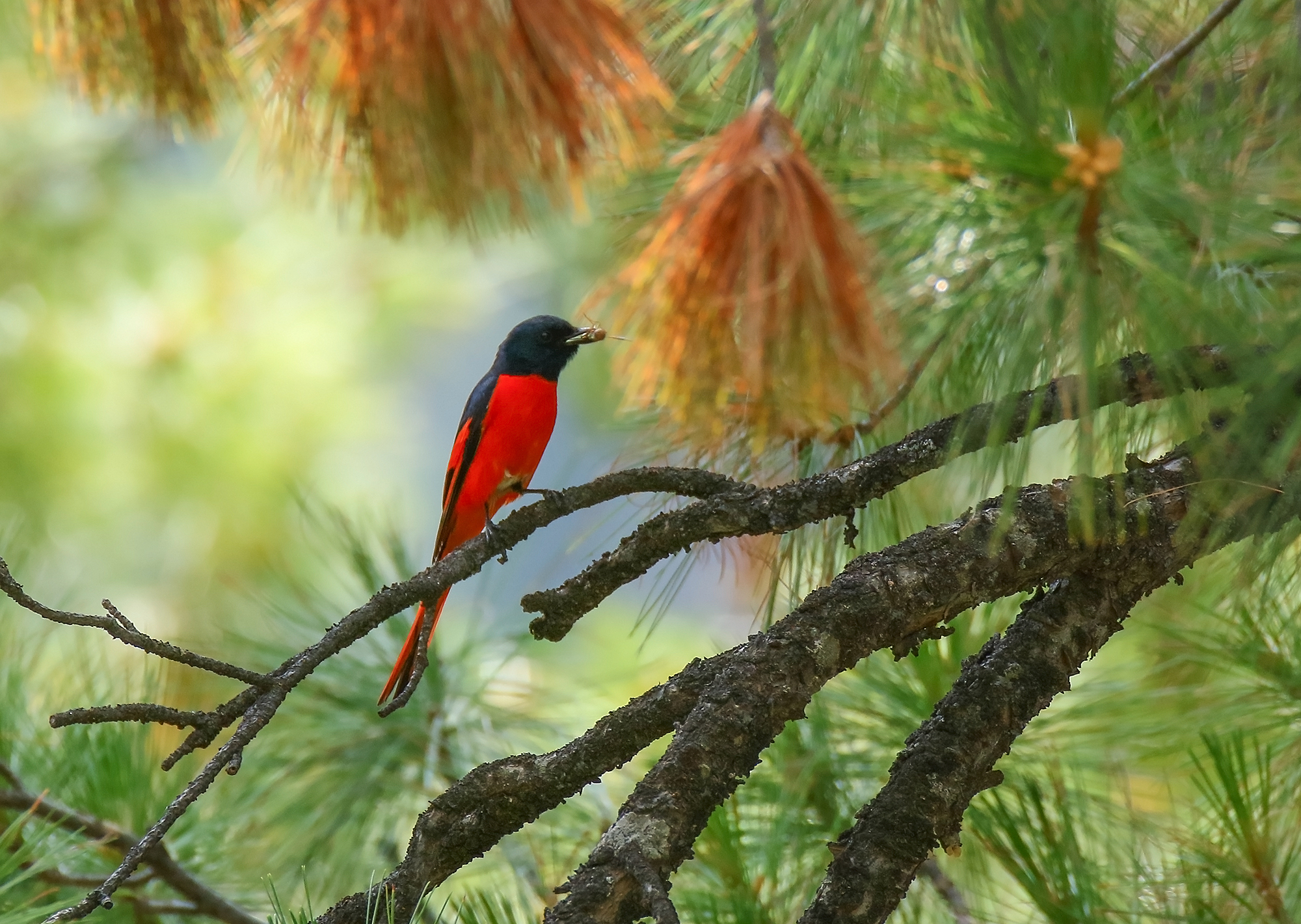
Самець китайського личинкоїда

Личинкоїд китайський (Pericrocotus ethologus) — вид горобцеподібних птахів родини личинкоїдових (Campephagidae). Мешкає в Азії.

## Опис
Довжина птаха становить 17,5-20,5 см, враховуючи довгий хвіст. Виду притаманний статевий диморфізм. У самців голова чорна, верхня частина тіла і горло чорні, блискучі, у самиць темно-сірі або оливкові. Нижня частина тіла, надхвістя, покривні пера крил і верхні покривні пера хвоста у самців червоні. Надхвістя і смуги на крилах у самиць жовті, забарвлення нижньої частини тіла у них варіюється від темно-жовтого до білуватого, в залежності від підвиду.

## Підвиди
Виділяють сім підвидів:
- P. e. favillaceus Bangs & Phillips, JC, 1914 — Гімалаї (від північно-східного Афганістану і Кашміру до західного Непалу);
- P. e. laetus Mayr, 1940 — від східного Непалу і Північно-Східної Індії до півдня центрального Китаю;
- P. e. ethologus Bangs & Phillips, JC, 1914 — від Північно-Східної Індії (схід Ассаму) і північної М'янми до центрального Китаю (від Внутрішньої Монголії, Хебею і півдня Шаньсі до південного заходу Ганьсу, південного сходу Цинхаю, Юньнаня і Гуйчжоу);
- P. e. yvettae Bangs, 1921 — північно-східна М'янма, західний і південно-західний Юньнань;
- P. e. mariae Ripley, 1952 — Північно-Східна Індія (південно-східний Ассам), схід Бангладеш і західна М'янма (гори Чін);
- P. e. ripponi Baker, ECS, 1924 — східна М'янма (південь Шан) і північно-західний Таїланд;
- P. e. annamensis Robinson & Kloss, 1923 — південь центрального В'єтнаму (плато Далат[en]).

## Поширення і екологія
Китайські личинкоїди гніздяться в Афганістані, Пакистані, Індії, Непалі, Бутані, Бангладеш, М'янмі, Китаї, Таїланді, Лаосі і В'єтнамі. Популяції Гімалаї і Китаю взимку мігрують на південь, до центральної Індії і Південно-Східної Азії; популяції Південно-Східної Азії є переважно осілими. Китайські личинкоїди живуть у вічнозелених хвойних і широколистяних лісах і рідколіссях, зустрічаються на висоті від 900 до 3100 м над рівнем моря. Живляться комахами, їх личинками і павуками. Гніздяться з квітня по червень.